# 布列日
布列日（法語：Bouriège，法語發音：[buʁjɛʒ] ⓘ）是法国奥德省的一个市镇，属于利穆区。

## 地理
布列日（42°59'9"N, 2°9'59"E）面积10.65 平方千米，位于法国奧克西塔尼大區奥德省，该省份为法国南部沿海省份，北起塔恩省，西北接上加龙省，西接阿列日省，南至东比利牛斯省，东临地中海，东北与埃罗省接壤。
与布列日接壤的市镇（或旧市镇、城区）包括：布里若勒、卡斯泰尔朗、费斯特和圣安德烈、圣库阿迪拉泽、拉塞尔庞、图雷耶、罗克塔亚德和科尼亚克。

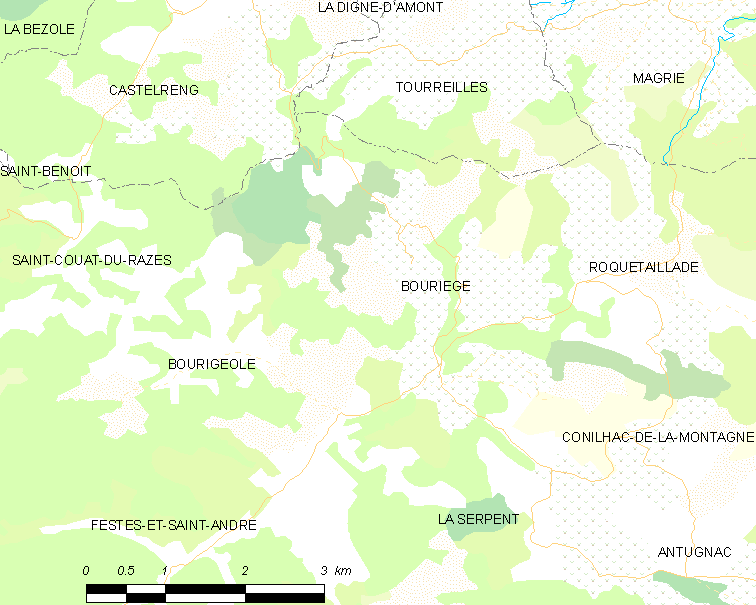
布列日的OSM定位图

布列日的时区为UTC+01:00、UTC+02:00（夏令时）。

## 行政
布列日的邮政编码为11300，INSEE市镇编码为11045。

## 政治
布列日所属的省级选区为利穆地区县。

## 人口

1962-2008年间布列日人口变化图示

布列日于2022年1月1日时的人口数量为151人。